# NPA Anchors
National Port Authority Anchors w skrócie NPA Anchors – liberyjski klub piłkarski grający w drugiej, a niegdyś w pierwszej lidze liberyjskiej, mający siedzibę w mieście Monrovia.

## Sukcesy
- I liga[1]:
  - mistrzostwo (1): 1994.

- Puchar Liberii[2]:
  - zwycięstwo (3): 1992, 1994, 2006.
  - finał (1): 2014.

- Superpuchar Liberii[3]:
  - zwycięstwo (1):  2007.

## Występy w afrykańskich pucharach
| Sezon | Rozgrywki                 | Runda   | Kraj                     | Klub                   | Dom | Wyjazd | Dwumecz |
| ----- | ------------------------- | ------- | ------------------------ | ---------------------- | --- | ------ | ------- |
| 1993  | Puchar Zdobywców Pucharów | 1       | Wybrzeże Kości Słoniowej | Africa Sports National | –   | –      | –       |
| 1995  | Puchar Mistrzów           | 1       | Ghana                    | Ashanti Gold SC        | 0–0 | 1–8    | 1–8     |
| 2008  | Puchar Konfederacji       | wstępna | Senegal                  | US Gorée               | 2–3 | 0–1    | 2–4     |

## Stadion
Domowe mecze klub rozgrywa na stadionie o nazwie Antoinette Tubman Stadium w Monrovii, który może pomieścić 15000 widzów.

## Reprezentanci kraju grający w klubie od 2000 roku
Stan na lipiec 2023.
| - Francis Carr - Allison Dweh - Prince Garwo - Melvin George - Augustine Kettor | - Murphy Nagbe - Solomon Tarplah - Robert Teah - David Tweh - Alex Whittemore |